# Polydesmus ater
Polydesmus ater är en mångfotingart som beskrevs av Peters 1864. Polydesmus ater ingår i släktet Polydesmus och familjen plattdubbelfotingar. Inga underarter finns listade i Catalogue of Life.